# Суслопаров Юрій Володимирович
Ю́рій Володи́мирович Суслопа́ров (14 серпня 1958, Харків, Українська РСР — 28 травня 2012) — радянський футболіст, захисник і півзахисник. Майстер спорту міжнародного класу (1980). Дворазовий чемпіон СРСР. Чемпіон Європи серед молодіжних команд 1980 року.

## Біографія
Почав займатися футболом, беручи участь у турнірах «Шкіряний м'яч». В 11 років записався в дитячу школу харківського «Металіста», першим тренером став Олександр Азаров. Спочатку діяв на позиції правого нападника, пізніше був переведений у центр півзахисту. 1976 року потрапив до складу «Металіста», але з приходом в колектив нового тренера Суслопарову місця в команді не знайшлося. Він вступив в машинобудівний технікум, вирішивши закінчити з футболом, проте Азаров переконав повернутися.
На турнірі в Куйбишеві Суслопарова помітили тренери львівських «Карпат» і через деякий час запросили в команду, яка грала тоді у вищому лізі союзної першості. З 1976 по 1980 Суслопаров грав за львівський клуб, курсував між першою та вищою лігами.
У 1981 році після успішного молодіжного чемпіонату Європи, де збірна СРСР стала чемпіоном, а Суслопаров забив вирішальний м'яч, він перейшов у московське «Торпедо». Вступив в Московський обласний інститут фізкультури. У складі «Торпедо» провів 5 сезонів.
У 1986 перейшов у столичний «Спартак». Граючи за «червоно-білих», Суслопаров двічі ставав чемпіоном СРСР, один раз завоював бронзові медалі першості. У середині 1989 року повинен був переїхати до Англії, але погодився залишитися в «Спартаку» до кінця сезону. У міжсезоння отримав травму — розрив зв'язок, після чого практично закінчив із футболом.
У 1992 році працював граючим тренером у рівненському «Вересі», пізніше грав на першість КФК за московський «Червоногвардієць».
У 2002 році кілька місяців керував бангладеською командою «Абахані» з Дакки, з якою виграв золоті медалі чемпіонату.
За збірну СРСР провів 7 матчів в 1981 і 1982 році, був учасником чемпіонату світу в Іспанії, де зіграв один матч проти бразильців.
28 травня 2012 року Юрій Суслопаров помер на 54-му році життя.

## Досягнення
- Чемпіон СРСР — 1987, 1989; бронзовий призер — 1986
- Чемпіон Європи (U-21): 1980